# Instituto de Nanosistemas
El Instituto de Nanosistemas (INS) es un centro argentino de investigación y desarrollo dedicado a la nanotecnología de la Universidad Nacional de General San Martín.

## Historia
El INS fue fundado por Galo Soler Illia, quien se desempeña como su primer decano. Funciona en el edificio de la Fundación Argentina de Nanotecnología dentro del campus de la universidad.
En 2018, los investigadores del INS Gastón Corthey y Diego Pallarola fueron nombrados líderes de grupos asociados al Instituto Max Planck.

## Objetivos
Su principal objetivo es generar conocimientos originales, de alta calidad e impacto. También se propone desarrollar tecnología y formar recursos humanos, para contribuir a la resolución de problemas de la industria y la sociedad.

## Grupos de investigación
Las investigaciones del instituto son llevadas adelante por los siguientes gruposː
- Dinámica Estructural Ultrarrápida (Dr. Gastón Corthey)
- Síntesis de nanoestructuras de porfirina (Dra. Mariana Hamer)
- Biosensores avanzados (Dr. Diego Pallarola)
- Nanoarquitecturas (Dr. Galo Soler Illia)
- Nanobiología (Dra. Marina Simian)